# Bradgate
Bradgate é uma cidade localizada no estado americano de Iowa, no Condado de Humboldt.

## Demografia
Segundo o censo americano de 2000, a sua população era de 101 habitantes. 
Em 2006, foi estimada uma população de 97, um decréscimo de 4 (-4.0%).

## Geografia
De acordo com o United States Census Bureau tem uma área de 
0,9 km², dos quais 0,9 km² cobertos por terra e 0,0 km² cobertos por água. Bradgate localiza-se a aproximadamente 343 m acima do nível do mar.

## Localidades na vizinhança
O diagrama seguinte representa as localidades num raio de 16 km ao redor de Bradgate. 